# JOKER (榊原ゆいのアルバム)
『JOKER』（ジョーカー）は、榊原ゆいの4作目のオリジナルアルバム。

## 収録曲
1. Love Game（JOKER〜prelude〜）
2. JOKER
  - 2010年11月22日に発売されたコミックの『G-Best G-taste ベストセレクション』に付いているアニメーションDVDの主題歌として使用された。
3. Einsatz
  - PCゲーム『Dies irae -Also sprach Zarathustra-』オープニングテーマ
4. Believe
5. Happy Leap
作詞：Bee'／作曲・編曲：上松範康
  - PCゲーム『タイムリープ』オープニングテーマ
6. Over the Light
  - PCゲーム『七彩かなた』挿入歌
7. Together
  - PCゲーム『暁の護衛』オープニングテーマ
8. ふるふるっ☆
  - PCゲーム『ふるふる★フルムーン』オープニングテーマ
9. Till I can see you again
  - PCゲーム『Chu×Chuぱらだいす 〜Encore Live〜』エンディングテーマ
10. Get Love Power
  - PCゲーム『こんぼく麻雀 〜こんな麻雀があったら僕はロン!〜』オープニングテーマ
11. Aqua Voice
  - PCゲーム『朝凪のアクアノーツ』オープニングテーマ
12. Ready Go!!
  - ゲーム『フェイト/タイガーころしあむ』オープニングテーマ
13. Imitation
  - PCゲーム『Imitation Lover』オープニングテーマ
14. Girl meets Boy
  - ゲーム『ラテール』イメージソング
15. message!